# Такахасі Наоко
Наоко Такахасі (яп. 高橋 尚子; нар. 6 травня 1972) — японська легкоатлетка, що спеціалізується на марафонському бігу, олімпійська чемпіонка 2000 року.

## Кар'єра
| Рік                | Змагання           | Місто              | Місце              | Дисципліна         | Примітки           |
| Представник Японія | Представник Японія | Представник Японія | Представник Японія | Представник Японія | Представник Японія |
| ------------------ | ------------------ | ------------------ | ------------------ | ------------------ | ------------------ |
| 2004               | Олімпійські ігри   | Сідней, Австралія  | 1                  | марафонський біг   | 2:23:14            |